# Prawo Godwina

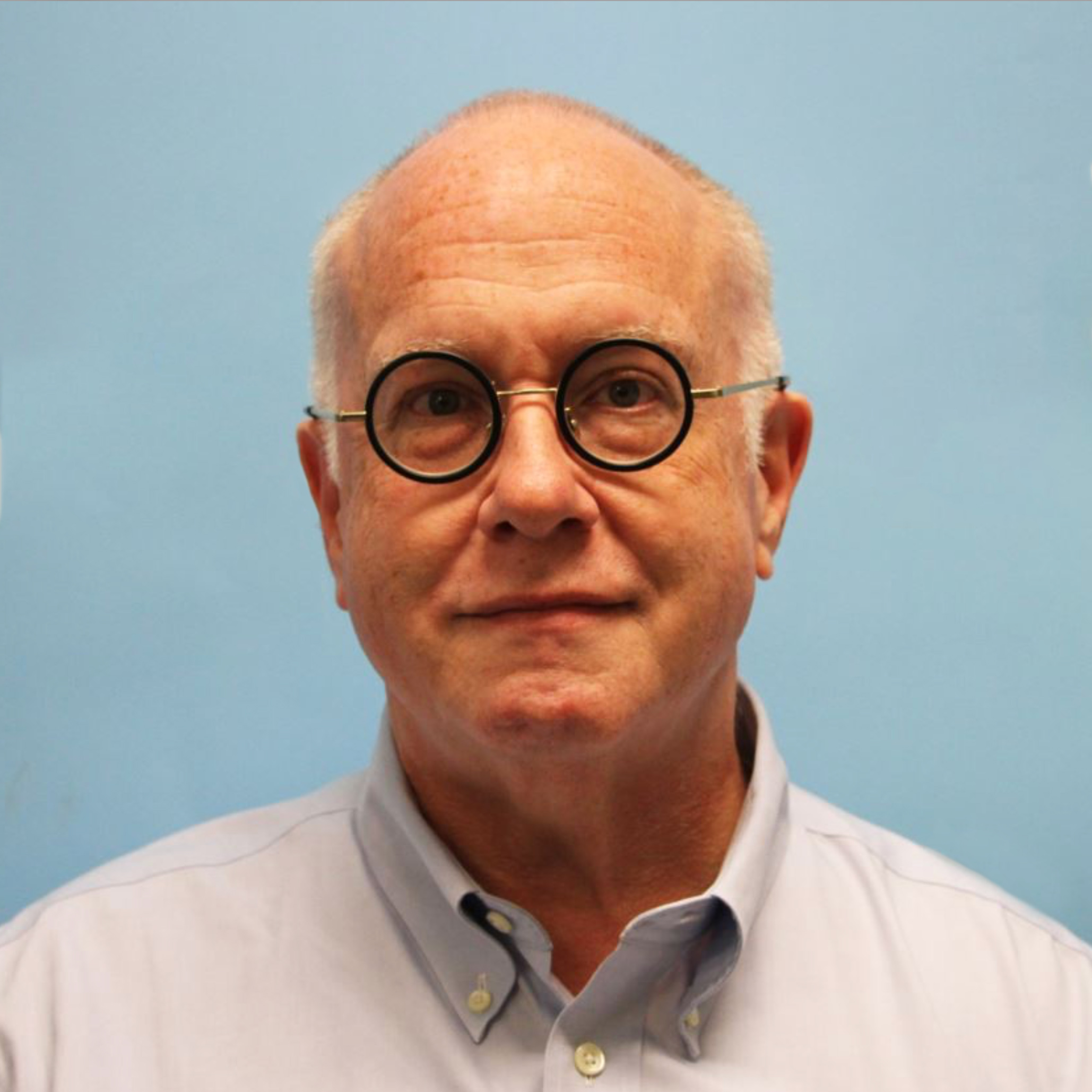
Mike Godwin, twórca prawa Godwina

Prawo Godwina (reductio ad Hitlerum, argumentum ad Hitlerum) – humorystyczne spostrzeżenie Mike’a Godwina sformułowane w 1990 w odniesieniu do grup dyskusyjnych. Brzmi ono następująco:

Wraz z trwaniem dyskusji w Internecie prawdopodobieństwo użycia porównania, w którym występuje nazizm bądź Hitler, dąży do 1 (ang. „As an online discussion grows longer, the probability of a comparison involving Nazis or Hitler approaches 1”).

W tradycji użytkowników wielu grup Usenetu wątek, w którym w jednej z wypowiedzi pojawia się porównanie do nazizmu lub Hitlera, uważany jest za skończony, a ponadto uznaje się, że osoba, która użyła tego porównania, przegrała dyskusję. W 2007 „The Economist” stwierdził, że „w większości dyskusji dobrą zasadą jest, że pierwsza osoba, która wyzwie drugą od nazistów, automatycznie przegrywa dyskusję”.
Prawo Godwina odnosi się do pozamerytorycznego argumentu osobistego – sposobu argumentowania, w którym na poparcie swojej tezy dyskutant powołuje się na niezwiązane z tematem opinie lub zachowania swego oponenta. Z drugiej strony w sytuacji, gdy ktoś porówna swego rozmówcę do hitlerowców, ten chwyt erystyczny może też być rodzajem obrony przed tego typu argumentami osobistymi.
Po nacjonalistycznych zamieszkach w Charlottesville Mike Godwin napisał, że porównanie białych suprematystów biorących udział w zamieszkach do nazistów nie jest przykładem prawa Godwina.

## Badania dotyczące Prawa Godwina
Wyniki badań Dariusza Jemielniaka, Adama Sulkowskiego oraz Gabriela Farielllo opublikowane w grudniu 2021 roku dotyczące 199 milionów wypowiedzi w serwisie Reddit wykazały, że odwołania do Adolfa Hitlera lub ideologii nazistowskiej zdarzają się rzadziej, im dłużej toczy się dyskusja. Autorzy przyznali, że Prawo Godwina nie może być zaobserwowane empirycznie.